# Ливийский фунт
Ливийский фунт (араб. جنيه‎) — денежная единица Ливии в 1952—1971 годах. Фунт = 100 пиастров = 1000 милльемов.

## История
До введения в 1952 году ливийского фунта в обращении в разных районах Ливии находились разные валюты: в Феццане — алжирский франк, в Триполитании — итальянская лира и триполитанская лира британского военного командования, в Киренаике — египетский фунт. Ливийский фунт, приравненный к фунту стерлингов, введён 24 марта 1952 года. Ранее обращавшиеся денежные знаки обменивались по 24 июня 1952 года на ливийские фунты в соотношении: 1 ливийский фунт = 0,975 египетского фунта = 480 лир = 980 алжирских франков.
По 14 декабря 1971 года Ливия входила в стерлинговую зону. 12 августа 1959 года зафиксировано золотое содержание фунта в 2,48828 г чистого золота. В связи с девальвацией фунта стерлингов с 18 ноября 1967 года паритетный курс был изменён: 0,857143 ливийского фунта = 1 фунт стерлингов.
1 сентября 1971 года вместо фунта введён ливийский динар по соотношению 1:1.

## Монеты
Чеканились монеты в 1, 2, 5, 10, 20, 50, 100 милльемов, 1, 2 пиастра.
Выпускались банкноты казначейства в 5, 10 пиастров, 1⁄4, 1⁄2, 1, 5, 10 фунтов и банкноты Центрального банка Ливии в 1⁄4, 1⁄2, 1, 5, 10 фунтов.

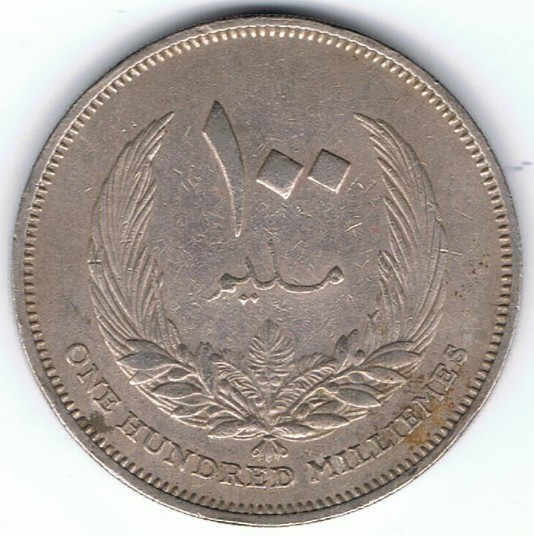
100 милльемов 1965 года, аверс
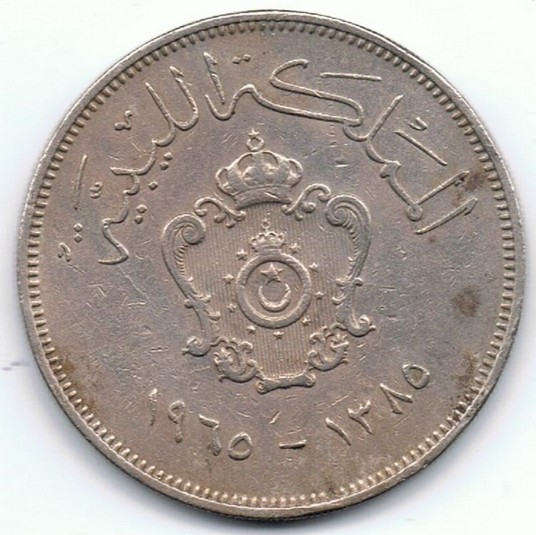
100 милльемов 1965 года, реверс

## Банкноты

### Серия 1951 года
| Серия 1951 года                                                   | Серия 1951 года   | Серия 1951 года | Серия 1951 года | Серия 1951 года | Серия 1951 года               | Серия 1951 года   | Серия 1951 года |
| Изображение                                                       | Изображение       | Номинал         | Размеры (мм)    | Основные цвета  | Описание                      | Описание          | Годы печати     |
| Лицевая сторона                                                   | Оборотная сторона | Номинал         | Размеры (мм)    | Основные цвета  | Лицевая сторона               | Оборотная сторона | Годы печати     |
| ----------------------------------------------------------------- | ----------------- | --------------- | --------------- | --------------- | ----------------------------- | ----------------- | --------------- |
|                                                                   |                   | 5 пиастров      |                 | красный         | Римский форум в Кирене        | Номинал           | 1951            |
|                                                                   |                   | 10 пиастров     |                 | салатовый       | Арка Траяна в Лептис Магна    | Номинал           | 1951            |
|                                                                   |                   | 1/4 фунта       |                 | синий           | Руины «Храма у моря», Сабрата | Номинал           | 1951            |
|                                                                   |                   | 1/2 фунта       |                 | фиолетовый      | Герб и номинал                | Номинал           | 1951            |
|                                                                   |                   | 1 фунт          |                 | синий и зелёный | Герб и номинал                | Номинал           | 1951            |
|                                                                   |                   | 5 фунтов        |                 | зелёный         | Герб и номинал                | Номинал           | 1951            |
|                                                                   |                   | 10 фунтов       |                 | коричневый      | Герб и номинал                | Номинал           | 1951            |
| Примечание: годы, обозначенные курсивом, на банкнотах не указаны. |                   |                 |                 |                 |                               |                   |                 |

### Серия 1952 года
| Серия 1952 года | Серия 1952 года   | Серия 1952 года | Серия 1952 года | Серия 1952 года | Серия 1952 года | Серия 1952 года   | Серия 1952 года |
| Изображение     | Изображение       | Номинал         | Размеры (мм)    | Основные цвета  | Описание        | Описание          | Годы печати     |
| Лицевая сторона | Оборотная сторона | Номинал         | Размеры (мм)    | Основные цвета  | Лицевая сторона | Оборотная сторона | Годы печати     |
| --------------- | ----------------- | --------------- | --------------- | --------------- | --------------- | ----------------- | --------------- |
|                 |                   | 5 пиастров      |                 | красный         | Король Идрис I  | Номинал           | 1952            |
|                 |                   | 10 пиастров     |                 | салатовый       | Король Идрис I  | Номинал           | 1952            |
|                 |                   | 1/4 фунта       |                 | оранжевый       | Король Идрис I  | Номинал           | 1952            |
|                 |                   | 1/2 фунта       |                 | фиолетовый      | Король Идрис I  | Номинал           | 1952            |
|                 |                   | 1 фунт          |                 | синий           | Король Идрис I  | Номинал           | 1952            |
|                 |                   | 5 фунтов        |                 | зелёный         | Король Идрис I  | Номинал           | 1952            |
|                 |                   | 10 фунтов       |                 | коричневый      | Король Идрис I  | Номинал           | 1952            |

### Серия 1955—1963 годов
| Серия 1955—1963 годов                                             | Серия 1955—1963 годов | Серия 1955—1963 годов | Серия 1955—1963 годов | Серия 1955—1963 годов | Серия 1955—1963 годов | Серия 1955—1963 годов | Серия 1955—1963 годов |
| Изображение                                                       | Изображение           | Номинал               | Размеры (мм)          | Основные цвета        | Описание              | Описание              | Годы печати           |
| Лицевая сторона                                                   | Оборотная сторона     | Номинал               | Размеры (мм)          | Основные цвета        | Лицевая сторона       | Оборотная сторона     | Годы печати           |
| ----------------------------------------------------------------- | --------------------- | --------------------- | --------------------- | --------------------- | --------------------- | --------------------- | --------------------- |
|                                                                   |                       | 1/4                   |                       | красный               | Герб и номинал        | Номинал               | 1963                  |
|                                                                   |                       | 1/2                   |                       | фиолетовый            | Герб и номинал        | Номинал               | 1955                  |
|                                                                   |                       | 1/2                   | 1963                  | фиолетовый            | Герб и номинал        | Номинал               |                       |
|                                                                   |                       | 1                     |                       | синий                 | Герб и номинал        | Номинал               | 1955                  |
|                                                                   |                       | 1                     | 1963                  | синий                 | Герб и номинал        | Номинал               |                       |
|                                                                   |                       | 5                     |                       | зелёный               | Герб и номинал        | Номинал               | 1955                  |
|                                                                   |                       | 5                     | 1963                  | зелёный               | Герб и номинал        | Номинал               |                       |
|                                                                   |                       | 10                    |                       | коричневый            | Герб и номинал        | Номинал               | 1955                  |
|                                                                   |                       | 10                    | 1963                  | коричневый            | Герб и номинал        | Номинал               |                       |
| Примечание: годы, обозначенные курсивом, на банкнотах не указаны. |                       |                       |                       |                       |                       |                       |                       |